# Nati nel 1978/Luglio
| Questa pagina contiene informazioni ricavate automaticamente dalle voci biografiche con l'ausilio del template Bio e di un bot. L'aggiornamento è periodico e automatico e ricostruisce completamente la pagina. Se manca una persona in questa lista, sei pregato di non aggiungerla, ma accertati piuttosto che la sua voce biografica contenga il template Bio e che i dati anagrafici siano correttamente compilati. Se il template Bio manca, inseriscilo tu stesso o, in alternativa, metti l'avviso {{tmp\|Bio}} che ne segnala la mancanza. Se i dati riportati sono sbagliati, correggi direttamente la voce biografica; le modifiche saranno visibili in questa lista entro pochi giorni. Per chiarimenti vedi il progetto biografie. La lista contiene solo le 333 persone che sono citate nell'enciclopedia e per le quali è stato implementato correttamente il template Bio. Pagina aggiornata al 10 ago 2025. |

- 1º luglio - Akeboshi, cantante giapponese
- 1º luglio - Mansour Al-Naje, ex calciatore saudita
- 1º luglio - Alain Behi, ex calciatore ivoriano
- 1º luglio - Caucher Birkar, matematico iraniano
- 1º luglio - Edwina Brown, ex cestista e allenatrice di pallacanestro statunitense
- 1º luglio - Christoph Dabrowski, ex calciatore tedesco
- 1º luglio - Rhea Durham, supermodella statunitense
- 1º luglio - Mark Hunter, canottiere britannico
- 1º luglio - Taleb Moussa, scacchista emiratino
- 1º luglio - Kostas Salapasidis, ex calciatore australiano
- 1º luglio - Simona Suriano, politica italiana
- 1º luglio - Woo Sun-hee, ex pallamanista sudcoreana
- 2 luglio - Kossi Agassa, ex calciatore togolese
- 2 luglio - Tomáš Belic, ex calciatore slovacco
- 2 luglio - Matteo Bobbi, ex pilota automobilistico, personaggio televisivo e commentatore televisivo italiano
- 2 luglio - Anita Buri, modella svizzera
- 2 luglio - Paul Danan, attore e personaggio televisivo britannico († 2025)
- 2 luglio - Joseph Gomis, ex cestista e allenatore di pallacanestro francese
- 2 luglio - Diana Gurtskaya, cantante georgiana
- 2 luglio - Jean-Yves Li Waut, ex calciatore francese
- 2 luglio - Iñaki Muñoz, ex calciatore spagnolo
- 2 luglio - Madoka Natsumi, ex fondista giapponese
- 2 luglio - Jüri Ratas, politico estone
- 2 luglio - Laurie Thomassin, ex nuotatrice francese
- 2 luglio - Owain Yeoman, attore gallese
- 2 luglio - Frank Zummo, musicista, compositore e produttore discografico statunitense
- 3 luglio - Ian Anthony Dale, attore statunitense
- 3 luglio - Lola Karimova-Tillyaeva, diplomatica uzbeka
- 3 luglio - Kim Kirchen, ex ciclista su strada lussemburghese
- 3 luglio - Jesse Leach, musicista statunitense
- 3 luglio - Gustav Lindner, ex sciatore alpino svedese
- 3 luglio - Lorenzo Mambrini, allenatore di calcio e ex calciatore italiano
- 3 luglio - Paul McPherson, ex cestista statunitense
- 3 luglio - Mizuki Noguchi, maratoneta giapponese
- 3 luglio - Alex Scales, ex cestista statunitense
- 3 luglio - Hannes Stiller, allenatore di calcio, dirigente sportivo e ex calciatore svedese
- 3 luglio - Sun Dandan, ex pattinatrice di short track cinese
- 3 luglio - Rachel Trezise, scrittrice gallese
- 4 luglio - Shane Chapman, kickboxer e pugile neozelandese
- 4 luglio - Maria Giovanna Cherchi, cantautrice italiana
- 4 luglio - Marcos Daniel, ex tennista brasiliano
- 4 luglio - Adama Diakité, ex calciatore maliano
- 4 luglio - Tatjana Ječmenica, ex tennista e allenatrice di tennis jugoslava
- 4 luglio - Peter Mankoč, ex nuotatore sloveno
- 4 luglio - Michela Molinengo, ex pallavolista italiana
- 4 luglio - Fatima Moreira de Melo, hockeista su prato olandese
- 4 luglio - Émile Mpenza, ex calciatore belga
- 4 luglio - Yūsuke Murata, fumettista giapponese
- 4 luglio - Becki Newton, attrice statunitense
- 4 luglio - Ol'ga Ročeva, fondista russa
- 5 luglio - Curtis Fuller, ex giocatore di football americano e allenatore di football americano statunitense
- 5 luglio - Chris Hajt, allenatore di hockey su ghiaccio e ex hockeista su ghiaccio canadese
- 5 luglio - Andreas Johansson, ex calciatore svedese
- 5 luglio - Miika Koppinen, ex calciatore finlandese
- 5 luglio - Britta Oppelt, canottiera tedesca
- 5 luglio - Allan Simonsen, pilota automobilistico danese († 2013)
- 5 luglio - Yushi Soda, ex calciatore giapponese
- 6 luglio - Joseba Albizu, ex ciclista su strada spagnolo
- 6 luglio - Adam Busch, attore statunitense
- 6 luglio - Danil Khalimov, lottatore kazako († 2020)
- 6 luglio - Bruce Macfie, kickboxer, thaiboxer e artista marziale australiano
- 6 luglio - Gérard Maki Haitong, ex calciatore vanuatuano
- 6 luglio - Aiko Miyake, ex nuotatrice giapponese
- 6 luglio - Tamera Mowry, attrice statunitense
- 6 luglio - Tia Mowry, attrice statunitense
- 6 luglio - Andreas Pistiolīs, allenatore di pallacanestro greco
- 6 luglio - Elisa Ridolfi, cantante italiana
- 6 luglio - Hassan Roudbarian, ex calciatore iraniano
- 6 luglio - Guillaume Senez, regista e sceneggiatore belga
- 6 luglio - Isiah Victor, ex cestista statunitense
- 7 luglio - Marcus Ahlm, ex pallamanista svedese
- 7 luglio - Chris Andersen, ex cestista statunitense
- 7 luglio - Mike Barbieri, ex rugbista a 15 canadese
- 7 luglio - Roberto Brum, ex calciatore brasiliano
- 7 luglio - Kaleb Canales, allenatore di pallacanestro statunitense
- 7 luglio - DJ Manian, produttore discografico e disc jockey tedesco
- 7 luglio - Rivi Grinboym, ex cestista israeliana
- 7 luglio - Misia, cantautrice giapponese
- 7 luglio - Alderman Lesmond, ex calciatore americo-verginiano
- 7 luglio - Carmelo Morales Gómez, pilota motociclistico spagnolo
- 7 luglio - Leonardo Morales, ex calciatore venezuelano
- 7 luglio - Luis Parra, politico venezuelano
- 7 luglio - Alekseý Popov, ex calciatore russo
- 7 luglio - Nikki Sun, ex attrice pornografica ceca
- 8 luglio - Gaia Bassani Antivari, ex sciatrice alpina grenadina
- 8 luglio - Kat Frankie, cantautrice e musicista australiana
- 8 luglio - Dīmītrīs Grammozīs, allenatore di calcio e ex calciatore tedesco
- 8 luglio - Eduard Hrnčár, ex calciatore slovacco
- 8 luglio - Panagiōtīs Katsiaros, ex calciatore greco
- 8 luglio - Juan Miguel Mercado, ex ciclista su strada spagnolo
- 8 luglio - Marko Mitrović, allenatore di calcio e ex calciatore serbo
- 8 luglio - Erin Morgenstern, artista e scrittrice statunitense
- 8 luglio - Giōrgos Mparkoglou, ex calciatore greco
- 8 luglio - Martín Pérez, ex giocatore di calcio a 5 uruguaiano
- 8 luglio - Urmas Rooba, ex calciatore estone
- 9 luglio - Péter Cseperkáló, ex giocatore di football americano ungherese
- 9 luglio - Quentin Earl Darrington, attore e cantante statunitense
- 9 luglio - Nana Ekvtimishvili, regista cinematografica, sceneggiatrice e produttrice cinematografica georgiana
- 9 luglio - Kara Goucher, mezzofondista e maratoneta statunitense
- 9 luglio - Danka Ilić, ex cestista tedesca
- 9 luglio - Jaka Lakovič, allenatore di pallacanestro e ex cestista sloveno
- 9 luglio - Mark Medlock, cantante tedesco
- 9 luglio - Linda Park, attrice sudcoreana
- 9 luglio - Fernando Prass, ex calciatore brasiliano
- 9 luglio - Gul'nara Samitova-Galkina, siepista e mezzofondista russa
- 9 luglio - Adrián Sánchez, ex calciatore messicano
- 10 luglio - Meliha Cipurković, ex cestista bosniaca
- 10 luglio - Ray Kay, regista e fotografo norvegese
- 10 luglio - Jesse Lacey, musicista statunitense
- 10 luglio - Erez Markovich, ex cestista israeliano
- 10 luglio - Alexander Ploner, allenatore di sci alpino e ex sciatore alpino italiano
- 10 luglio - Eva Sangiorgi, direttrice artistica italiana
- 10 luglio - Lorenzo Sibilano, allenatore di calcio e ex calciatore italiano
- 10 luglio - Kiyoshi Uematsu, judoka spagnolo
- 10 luglio - Tomas Van Den Spiegel, ex cestista e dirigente sportivo belga
- 11 luglio - Cristian Badilla, ex calciatore costaricano
- 11 luglio - Jessica Chase, nuotatrice artistica canadese
- 11 luglio - Kathleen Edwards, cantautrice canadese
- 11 luglio - Mattias Gustafsson, ex pallamanista svedese
- 11 luglio - Bruno Julie, pugile mauriziano
- 11 luglio - Kim Kang-woo, attore sudcoreano
- 11 luglio - Ghicci Mittino, thaiboxer e kickboxer italiana
- 11 luglio - Massimiliano Rosolino, personaggio televisivo e ex nuotatore italiano
- 11 luglio - Sven Schultze, ex cestista tedesco
- 11 luglio - Charis Yulianto, ex calciatore indonesiano
- 12 luglio - Reggie Crist, ex sciatore alpino e sciatore freestyle statunitense
- 12 luglio - Sara Ercoli, ex calciatrice italiana
- 12 luglio - Pablo Daniel Escobar, allenatore di calcio e ex calciatore paraguaiano
- 12 luglio - Katrine Fruelund, ex pallamanista danese
- 12 luglio - Topher Grace, attore statunitense
- 12 luglio - Ziad Jaziri, ex calciatore tunisino
- 12 luglio - Michelle Rodriguez, attrice statunitense
- 12 luglio - Takahiro Yamamoto, ex pallavolista giapponese
- 13 luglio - Marcus Andreasson, ex calciatore svedese
- 13 luglio - Filippo Antonelli Agomeri, dirigente sportivo e ex calciatore italiano
- 13 luglio - Tatum Brown, ex cestista statunitense
- 13 luglio - Gary David, ex cestista filippino
- 13 luglio - Shaun Fein, allenatore di pallacanestro e ex cestista statunitense
- 13 luglio - Gao Yao, allenatore di calcio e ex calciatore cinese
- 13 luglio - Elizabeth Grech, scrittrice e traduttrice maltese
- 13 luglio - Prodromos Nikolaidīs, ex cestista greco
- 13 luglio - Daniel Rono, ex maratoneta keniota
- 13 luglio - Sharon Zeevi, ex cestista israeliana
- 14 luglio - Laura Barbierato, ex calciatrice italiana
- 14 luglio - Mike Bernard, ex cestista e allenatore di pallacanestro britannico
- 14 luglio - Peter Buljan, ex calciatore australiano
- 14 luglio - Roger Clark, attore statunitense
- 14 luglio - Mattias Ekström, pilota automobilistico svedese
- 14 luglio - Donte Gamble, ex giocatore di football americano statunitense
- 14 luglio - Dmitrij Jur'evič Grigorenko, politico russo
- 14 luglio - Roger Grimau, ex cestista e allenatore di pallacanestro spagnolo
- 14 luglio - Ryūji Kawai, ex calciatore giapponese
- 14 luglio - Martina Lechner, ex sciatrice alpina austriaca
- 14 luglio - Giorgio A. Tsoukalos, personaggio televisivo svizzero
- 15 luglio - Jonathan Holland, ex calciatore maltese
- 15 luglio - Leon Kantelberg, ex calciatore olandese
- 15 luglio - Tom King, fumettista e scrittore statunitense
- 15 luglio - David Kramer, attore, regista e sceneggiatore tedesco
- 15 luglio - Matt Mitrione, artista marziale misto e ex giocatore di football americano statunitense
- 15 luglio - Jurij Nikitin, ginnasta ucraino
- 15 luglio - Dave Parker, tastierista statunitense
- 15 luglio - Andrea Regazzoni, fondista di corsa in montagna italiano
- 15 luglio - Stephan Schreck, ex ciclista su strada, pistard e dirigente sportivo tedesco
- 15 luglio - Greg Sestero, attore e modello statunitense
- 15 luglio - Steve Thompson, rugbista a 15 e allenatore di rugby a 15 britannico
- 15 luglio - Carlos de Austria, attore e cantante spagnolo
- 16 luglio - Maria Agresta, soprano italiano
- 16 luglio - Naohito Hirai, ex calciatore giapponese
- 16 luglio - Julia-Maria Köhler, attrice tedesca
- 17 luglio - Ricardo Arona, artista marziale misto brasiliano
- 17 luglio - Ismael Bonilla, pilota motociclistico spagnolo († 2020)
- 17 luglio - Johana Fuenmayor, schermitrice venezuelana
- 17 luglio - Iyenemi Furo, ex calciatore nigeriano
- 17 luglio - Mike Knox, wrestler statunitense
- 17 luglio - Panda Bear, musicista statunitense
- 17 luglio - Angela Litschev, poetessa, scrittrice e saggista bulgara
- 17 luglio - Trevor McNevan, cantautore canadese
- 17 luglio - Petr Pavlík, ex calciatore ceco
- 17 luglio - Émilie Simon, cantautrice francese
- 17 luglio - Katharine Towne, attrice statunitense
- 17 luglio - Justine Triet, regista e sceneggiatrice francese
- 17 luglio - Felipe Yagüe Hernández, ex giocatore di calcio a 5 spagnolo
- 17 luglio - Hanna Vitaliïvna Zatons'kych, scacchista statunitense
- 17 luglio - Miguel Ángel del Arco Blanco, storico, docente e scrittore spagnolo
- 18 luglio - Rafael Alencar, attore pornografico brasiliano
- 18 luglio - Rico Badenschier, politico tedesco
- 18 luglio - Micah Balfour, attore britannico
- 18 luglio - Cheyenne Silver, ex attrice pornografica statunitense
- 18 luglio - Goran Brajković, calciatore croato († 2015)
- 18 luglio - Bob Casey, ex rugbista a 15, dirigente d'azienda e dirigente sportivo irlandese
- 18 luglio - Eugene Cordero, attore e doppiatore statunitense
- 18 luglio - Tomas Danilevičius, dirigente sportivo e ex calciatore lituano
- 18 luglio - Shane Horgan, ex rugbista a 15, avvocato e dirigente d'azienda irlandese
- 18 luglio - Virginia Raggi, politica italiana
- 18 luglio - Mélissa Theuriau, giornalista francese
- 18 luglio - Marco Villa, ex calciatore tedesco
- 19 luglio - Buket Bengisu, cantante turca
- 19 luglio - Dolores Fonzi, attrice e regista argentina
- 19 luglio - Gigi e Ross, comico italiano
- 19 luglio - Theo Goutzinakis, chitarrista, cantante e armonicista canadese
- 19 luglio - Ginifer King, attrice e conduttrice televisiva statunitense
- 19 luglio - Lukáš Konecný, ex pugile ceco
- 19 luglio - Giovanni Salvo, militare italiano († 2009)
- 19 luglio - Jonathan Zebina, ex calciatore francese
- 20 luglio - Marija Aleksandrovna Aleksandrova, ballerina russa
- 20 luglio - Víctor Bernier, schermidore portoricano
- 20 luglio - Daniil Burkenja, ex triplista e lunghista russo
- 20 luglio - Fabio Coala, fumettista brasiliano
- 20 luglio - Pavel Dacjuk, hockeista su ghiaccio russo
- 20 luglio - Tomáš Drucker, politico slovacco
- 20 luglio - Cédric Heymans, rugbista a 15 francese
- 20 luglio - Charlie Korsmo, attore statunitense
- 20 luglio - Tamsyn Lewis, ex mezzofondista e velocista australiana
- 20 luglio - Walter Marx, ex slittinista slovacco
- 20 luglio - Denny Méndez, attrice e ex modella dominicana
- 20 luglio - Nigel Quashie, ex calciatore inglese
- 20 luglio - Jean-Claude Scherrer, ex tennista svizzero
- 20 luglio - Will Solomon, ex cestista statunitense
- 20 luglio - Pierre Vogel, predicatore e pugile tedesco
- 20 luglio - Elliott Yamin, cantautore statunitense
- 21 luglio - Deniz Aytekin, arbitro di calcio tedesco
- 21 luglio - Justin Bartha, attore statunitense
- 21 luglio - Kaniel Dickens, ex cestista statunitense
- 21 luglio - Josh Hartnett, attore e produttore cinematografico statunitense
- 21 luglio - Håvard Hegg Lunde, ex calciatore norvegese
- 21 luglio - Kyōko Iwasaki, ex nuotatrice giapponese
- 21 luglio - Davor Kus, ex cestista croato
- 21 luglio - Damian Marley, cantante e musicista giamaicano
- 21 luglio - Piotr Matys, ex calciatore polacco
- 21 luglio - Giorgi Megreladze, ex calciatore georgiano
- 21 luglio - Gary Teale, allenatore di calcio e ex calciatore scozzese
- 22 luglio - Agustín Alayes, ex calciatore argentino
- 22 luglio - Mohamed Alhousseini Alhassan, ex nuotatore nigerino
- 22 luglio - Damien Bonnard, attore francese
- 22 luglio - A. J. Cook, attrice e regista canadese
- 22 luglio - Kyōko Hasegawa, attrice giapponese
- 22 luglio - Jin Lipeng, ex cestista cinese
- 22 luglio - Francisco Pérez, ex ciclista su strada e mountain biker spagnolo
- 22 luglio - Anna Rigon, modella italiana
- 22 luglio - Dennis Rommedahl, ex calciatore danese
- 22 luglio - Andrew Faber, scrittore e poeta italiano
- 23 luglio - An Yulong, ex pattinatore di short track cinese
- 23 luglio - Stuart Elliott, ex calciatore nordirlandese
- 23 luglio - Cédric Gracia, ex mountain biker francese
- 23 luglio - Lauren Groff, scrittrice statunitense
- 23 luglio - Jim Magrane, ex giocatore di baseball statunitense
- 23 luglio - Sheila Mello, ballerina, personaggio televisivo e attrice brasiliana
- 23 luglio - Takashi Miki, ex calciatore giapponese
- 23 luglio - Heather Moyse, bobbista, rugbista a 15 e velocista canadese
- 23 luglio - Adriano Munoz, allenatore di calcio e ex calciatore brasiliano
- 23 luglio - Tasia Sherel, attrice statunitense
- 23 luglio - Pearry Teo, regista e sceneggiatore singaporiano († 2023)
- 23 luglio - Takashi Yamamoto, ex nuotatore giapponese
- 23 luglio - Faysal bin Abd Allah Al Sa'ud, funzionario saudita
- 24 luglio - Ivan Bugli, ex calciatore sammarinese
- 24 luglio - Pierre-Yves Cardinal, attore canadese
- 24 luglio - José Estevam Ferreira Junior, ex cestista brasiliano
- 24 luglio - Simone Faggioli, pilota automobilistico italiano
- 24 luglio - Andy Irons, surfista statunitense († 2010)
- 24 luglio - Madeline Miller, scrittrice statunitense
- 24 luglio - Mirko Pieri, allenatore di calcio e ex calciatore italiano
- 24 luglio - Florin Șoavă, ex calciatore rumeno
- 24 luglio - Joanna Taylor, attrice e ex modella britannica
- 25 luglio - Louise Brown, britannica
- 25 luglio - Francesca Ghirra, politica e funzionaria italiana
- 25 luglio - Nuno Manta Santos, allenatore di calcio e ex calciatore portoghese
- 25 luglio - Francisco Peña Romero, ex calciatore spagnolo
- 25 luglio - Valter Tomaz Junior, ex calciatore brasiliano
- 25 luglio - Gerard Warren, giocatore di football americano statunitense
- 25 luglio - Tetsuya Yamazaki, ex calciatore giapponese
- 26 luglio - Sawsan Chebli, politica tedesca
- 26 luglio - Chris Claiborne, ex giocatore di football americano statunitense
- 26 luglio - Marcus Fraser, golfista australiano
- 26 luglio - Giancarlo Ginestri, ex ciclista su strada italiano
- 26 luglio - Kevin Kim, ex tennista statunitense
- 26 luglio - Oleg Kvaša, ex hockeista su ghiaccio russo
- 26 luglio - Anar Mammadli, avvocato e attivista azero
- 26 luglio - Chris McAlister, ex giocatore di football americano statunitense
- 26 luglio - Jehad Muntasser, ex calciatore libico
- 26 luglio - Eve Myles, attrice britannica
- 26 luglio - Sergio Rodríguez Martínez, allenatore di calcio e ex calciatore spagnolo
- 26 luglio - Massimo Andrea Ugolini, politico sammarinese
- 27 luglio - Jeff Fowler, regista statunitense
- 27 luglio - Hiroki Itō, ex calciatore giapponese
- 27 luglio - Martin Jensen, ex calciatore danese
- 27 luglio - Ihor Kryvobok, ex calciatore ucraino
- 27 luglio - Fortunato Luis Pacavira, canoista angolano
- 27 luglio - Marcelo Salazar Filho, ex giocatore di calcio a 5 brasiliano
- 27 luglio - Tim Sander, attore e doppiatore tedesco
- 27 luglio - Thomas Sowunmi, ex calciatore nigeriano
- 27 luglio - Axiers Sucre, cestista venezuelano
- 27 luglio - Andrea Tagliaferri, calciatore italiano († 2004)
- 27 luglio - Cem Tuncer, bassista, compositore e arrangiatore tedesco
- 27 luglio - Dmitrij Upper, hockeista su ghiaccio kazako
- 27 luglio - Ruhollah Zam, attivista e giornalista iraniano († 2020)
- 28 luglio - Mario Bocaly, allenatore di calcio francese
- 28 luglio - Birgitta Haukdal, cantante islandese
- 28 luglio - Yannick Jauzion, rugbista a 15 francese
- 28 luglio - Hanna Maljar, politica ucraina
- 28 luglio - Luca Pagano, giocatore di poker italiano
- 28 luglio - Julian Peterson, ex giocatore di football americano statunitense
- 28 luglio - Hélder Rodrigues, pilota motociclistico portoghese
- 28 luglio - Gerco Schröder, cavaliere olandese
- 28 luglio - Sandro de Gouveia, ex calciatore namibiano
- 29 luglio - Roberto Calmon Félix, allenatore di calcio e ex calciatore brasiliano
- 29 luglio - Mario Chirinos, ex calciatore honduregno
- 29 luglio - Paul King, regista e sceneggiatore britannico
- 29 luglio - Julien Laharrague, rugbista a 15 francese
- 29 luglio - Philippe Lebresne, allenatore di calcio e calciatore francese
- 29 luglio - Steve Longue, ex calciatore francese
- 29 luglio - Timothy Morehouse, schermidore statunitense
- 29 luglio - Nick Oshiro, batterista statunitense
- 29 luglio - Keeth Smart, schermidore statunitense
- 29 luglio - Renée Watson, scrittrice statunitense
- 30 luglio - Johann Chapoutot, storico francese
- 30 luglio - Filippo Ciampanelli, vescovo cattolico italiano
- 30 luglio - Adrien Hardy, canottiere francese
- 30 luglio - Nikema Williams, politica statunitense
- 31 luglio - Jorge Acuña, ex calciatore cileno
- 31 luglio - Siddharth Anand, regista e sceneggiatore indiano
- 31 luglio - Mauricio Caranta, ex calciatore argentino
- 31 luglio - Will Champion, polistrumentista britannico
- 31 luglio - José González, cantautore e musicista svedese
- 31 luglio - Bruno Njeukam, ex calciatore camerunese
- 31 luglio - Clayton Pisani, arbitro di calcio maltese
- 31 luglio - Marius Popa, ex calciatore rumeno
- 31 luglio - Saša Radulović, ex calciatore jugoslavo
- 31 luglio - Carrie Rodriguez, cantautrice statunitense
- 31 luglio - Roman Romanskyy, attivista ucraino
- 31 luglio - Tui T. Sutherland, scrittrice venezuelana
- 31 luglio - James Harvey Ward, attore statunitense
- 31 luglio - Justin Wilson, pilota automobilistico britannico († 2015)
- 31 luglio - Estelle Youssouffa, politica francese